# Leonard Ornstein
Leonard Salomon Ornstein (12 novembre 1880 à Nimègue dans la province de Gueldre des Pays-Bas - 20 mai 1941 à Utrecht dans la province du même nom également aux Pays-Bas) est un physicien néerlandais connu pour ses travaux en physique statistique (processus d'Ornstein-Uhlenbeck) et en physique atomique (équation d'Ornstein-Zernike).
Ce scientifique de la première moitié du XXe siècle s'est ainsi d'abord, et surtout, illustré en physique statistique associée aux processus stochastiques, aux équations d'état avec George Uhlenbeck, puis s'est intéressé à des travaux de nature expérimentale dans le domaine de la spectroscopie avec Frederik Zernike.
Indépendamment de ses recherches en sciences fondamentales et appliquées, il donna, en 1932, une conférence pour convaincre ses contemporains sur l'importance de la physique pour le développement de la culture et l'épanouissement de la société.
Il a ainsi également collaboré avec le microbiologiste Albert Kluyver pour mener les premières recherches appliquées de la biophysique au sein d'un laboratoire novateur associant plusieurs disciplines auparavant cloisonnées.

## Biographie
Fils de Nathan Leonard Ornstein, marchand et de Sophia Maria Manson, Leonard Ornstein est né à la fin du XIXe siècle dans une petite ville de l'Est des Pays-Bas.
Il passera alors toute sa vie au sein de ce Royaume en y étant d'abord étudiant puis à la fois professeur et chercheur.
Ses études secondaires se sont déroulées à Nimègue puis à La Haye. Il réussit l'examen d'accès aux études supérieures scientifiques (appelé HBS-B) ce qui lui permet d'intégrer, en 1898, l'Université de Leyde pour y étudier la physique théorique pendant dix ans.
Leonard Ornstein y a ainsi obtenu sa thèse sous la direction de Hendrik Lorentz en 1908. Cette thèse s'intitulait : « Application de la mécanique statistique de Gibbs aux questions de la théorie moléculaire ». Comme son intitulé l'indique, sa thèse a grandement été influencée par les travaux de Willard Gibbs dès 1902. Il a déterminé, entre autres, la probabilité qu'une distribution de densité spatiale donnée se produise dans un système homogène.
Sa thèse lui permet de prétendre, en 1909, à un poste de professeur à l'Université de Groningue. Il y enseigne l'utilisation de l'outil mathématique pour le développement de la physique théorique.
Il se marie, en 1911, avec Jeanette Hoofiën, deux filles naîtront de cette union.
En 1914, il succède à Peter Debye comme professeur de physique théorique à l'Université d'Utrecht. Il s'attache alors à résoudre les problèmes liés l'application de la théorie cinétique dans les fluides. Ses compétences mathématiques lui permettent d'établir une description probabiliste du comportement des particules à l'échelle microscopique. Ces calculs font appel à des notions de physique statistique liées à des processus stochastiques. L'équation d'Ornstein–Zernike, nommée en son honneur (associé à son compatriote Frits Zernike) est le fruit de ce travail de recherche publié dans le cadre de l'étude expérimentale du point critique.
Les succès de cette théorie cinétique ont constitué un argument fondamental à l'appui de la théorie atomique de la matière, développée à cette époque par ses illustres contemporains comme Ernest Rutherford et Niels Bohr.
Entre 1916 et 1918, Leonard Ornstein collabore avec Willem Moll pour développer les premières études sur les cristaux liquides qu'il considère comme une application de ses récentes recherches.
En 1920, il est nommé directeur intérimaire du laboratoire de physique de son université en raison de la santé défaillante de Willem Julius (nl) qui occupait ce poste jusqu'alors. À la mort de ce dernier, en 1925, Ornstein en devient le directeur de plein exercice.
Durant cette période, son champ de recherche s'élargit considérablement puisqu'il publie divers résultats concernant les quanta lumineux, la théorie cinétique au sein des solides, le magnétisme et le mouvement brownien,. Ce dernier domaine d'étude, avec une forte abstraction mathématique lui a valu une certaine renommée puisqu'il a donné son nom au Processus d'Ornstein-Uhlenbeck utilisant des concepts qu'il a, en partie, développés. L'application à la Physique de ce processus est communément appelée équation de Langevin.
Dans le cadre de ses fonctions dirigeantes du laboratoire de physique de l'Université d'Utrecht, il participa à son extension (effective en février 1926) et encouragea la coopération entre l'université et l'industrie. Il a fourni à ses équipes des espaces modernes et des ressources importantes pour permettre à divers chercheurs de mener leurs travaux sous une direction conjointe. D'ailleurs, il rédige, en 1927, un article sur la « Coopération réelle entre l'université, l'université technique et l'industrie ».
Cette même année, il divorce puis se remarie, deux ans plus tard, avec Sophia Estella Meijer. Deux fils naîtront de ces secondes noces.
L'année 1932 voit la publication de son ouvrage « Objektive Spektralphotometrie » en collaboration avec Willem Moll et Herman Carel Burger. C'est l'aboutissement de douze ans de travaux expérimentaux en spectroscopie au cours desquels il a réalisé de très nombreuses mesures précises de fréquences spectrales et d'intensités de raies d'émissions sur des plaques photographiques. Ses recherches s'inscrivaient pleinement dans le développement de la physique atomique et lui ont ainsi permis d'accroître sa renommée.
Poursuivant sa logique de transdisciplinarité, il débute, en 1935, avec l'aide le soutien financier de la Fondation Rockefeller, une collaboration avec le microbiologiste Albert Kluyver pour mener des recherches appliquées en biophysique. Cela se concrétise par la création du « Biophysical Group Utrecht-Delft » dans les locaux du laboratoire d'Ornstein. Les principaux sujets de recherche concernaient la photosynthèse des algues vertes unicellulaires et la bioluminescence de certaines bactéries.
En 1939 et 1940, il devient président de l'Association néerlandaise de Physique (nl) qu'il avait contribué à créer en 1921.
Avec le début de la Seconde Guerre mondiale, Ornstein dut subir les conséquences de l'Occupation allemande de son pays. Gravement menacé pour son engagement déclaré au sionisme (il fut président de l'union sioniste néerlandaise de 1918 à 1922), il refusa les propositions de fuite aux États-Unis de son ami astronome Peter van de Kamp. En novembre 1940, il est alors démis de toutes ses fonctions et renvoyé de son laboratoire en raison de ses origines juives. Dès lors, Ornstein n'apparaît plus en public et meurt six mois plus tard, probablement de privations de soins. Il est enterré le 23 mai 1941 au cimetière juif d'Utrecht.
Dans la plupart de ses travaux théoriques, Ornstein a souvent appliqué les principes de son directeur de thèse Lorentz. Une modélisation du phénomène est envisagée et ses implications mathématiques sont étudiées le plus rigoureusement possible.

## Distinctions
- Membre de l'Académie royale néerlandaise des arts et des sciences en 1929.
- Un des bâtiments de l'université d'Utrecht a été baptisé de son nom.